# Opština Boljevac
Die Opština Boljevac (Kyrillisch: Општина Бољевац, deutsch Gemeinde Boljevac) ist eine Opština im Okrug Zaječar im Osten Serbiens. Verwaltungshauptstadt ist die gleichnamige Stadt Boljevac.

## Geographie

### Städte und Dörfer
| - Bačevica - Bogovina - Boljevac - Boljevac Selo - Dobro Polje - Dobrujevac - Ilino - Jablanica - Krivi Vir - Lukovo | - Mali Izvor - Mirovo - Osnić - Podgorac - Rtanj - Rujište - Savinac - Sumrakovac - Valakonje - Vrbovac |

## Einwohner
Laut Volkszählung 2002 (Eigennennung) gab es 15.849 Einwohner in der Gemeinde Boljevac. Die meisten davon waren serbisch-orthodoxe Serben, gefolgt von Roma und weiteren kleinen Minderheiten.